# Jatvingi
Jatvingi ali Sudovijani (litovsko Jotvingiai, Sūduviai, latvijsko Jātvingi, poljsko Jaćwingowie, belorusko Яцвягі, Jacvjagi, nemško Sudauer) so bili zahodnobaltsko ljudstvo, zelo sorodno Starim Prusom. Jezikoslovec Petras Būtėnas trdi, da so bili bolj sorodni Litovcem. Jatvingi so bili soustvarjalci litovske države.
Jatvingi so imeli močno bojevniško kulturo in bili na splošno znani kot odlični bojevniki in lovci. Zaradi njihovih vojaških veščin so se jih sosedje bali. V regionalnih zgodovinskih zapisih so bili omenjeni do 19. stoletja.

## Kultura

### Ime
Po Vytautasu Mažiulisu ime Sūduva izhaja iz lokalnega hidronima *Sūd(a)vā, ta pa iz baltskega besednega korena *sū-, teči, liti.
A. S. Kibin je predlagal, da Jatvingi ali slovansko Jatvjagi  kot ime ljudstva izvira iz staronordijske patronimične izpeljanke játvingar in pomeni "potomci Játvígra" ali "ljudstvo Játvígra". Ime Játvígr omenja saga Knytlinga.
J. Pashka, ki je poznal Kibinov predlog, je podobno interpretiral etnonim kot izpeljan iz staronordijske besede Játvígr. Znana je Játvígrova vikinška ekspedicija in naselitev njegovih Nordijskih Rusov ob beloruski reki Nemen/Nemunas.

### Jezik
Številni jezikoslovci obravnavajo jotvinščino kot narečje staropruskega jezika. Litovski jezikoslovec Petras Būtėnas trdi, da je tako mnenje napačno, ker ni pisnih virov v jotvinščini. Ker v jotvinški toponomastiki prevladuje litovsko kalnas (gora) namesto staropruskega garbis, pomeni, da so bili Jotvingi bliže Litovcem.  Litovski profesor Zigmas Zinkevičius je zapisal, da so Jotvingi govorili zahodnobaltsko narečje, bolj podobno litovščini kot pruščini.

## Geografija
Jotvingi so živeli v pokrajnah Sudovija (Jatvingija) and Dajnava jugozahodno od gornjega  Nemena.  Danes to ozemlje pokriva večino Podlaskega vojvodstva na Poljskem, del Litve in del pokrajine Hrodna v Belorusiji. 
- Jatvinške gomile
- Jatvinška gomila na področju Suwałkija
- Jatvinška gomila na področju Suwałkija
- Jatvinška gomila na področju Jatwieź Duże

## Zgodovina

### Antika
V Herodotovih Zgodbah (5. stoletje pr. n. št.) so bili Nevri (grško Νευροί, Neuroi) pleme, ki je živelo izven skitskega ozemlja in bili eno od ljudstev ob reki Hypanis (Bug) zahodno od Boristena (reka Dneper). Ozemlje se približno ujema z ozemljem sedanje Belorusije in vzhodne Poljske ob reki Nerev, ki je sovpadalo z ozemljem z jotvinškimi toponimi in hidronimi (reka Nerev). 
Ptolemaj jih je v 2. stoletju n. št. imenoval Galindai kai Soudinoi (Σουδινοί). Peter iz Dusburga jih je imenoval Galinditi in Suduviti. v Ipatski kroniki so omenjena različna imena: Jatvjagi, Jatvjezi, Jatvjaži, Jatvjaška dežela, dežela Jatvjažskaja in druga. Ta imena je privzela tudi papeška administracija kot terra Jatvesouie, Gretuesia, Gzestuesie, Getuesia in Getvesia. Tevtonski vitezi so jatviška plemena imenovali Sudoviti, Sudovia, in qua Sudovit.

### 10. stoletje
Leta 944 sta knez Kijevske Rusije Igor in cesar Bizantinskega cesarstva Roman I. Lekapen podpisala mirovni sporazum. Kijevski knez je najel Jatvinge, da bi mu služili kot plačanci. Jatvinge je za svojo vojsko najel tudi Vladimir I. Kijevski leta 983. 

### 13. stoletje
V dveh Mindaugasovih darovnicah iz leta 1253 in 1259 je zabeleženo novo ime: Dainava, Dejnove, Dainove, Denove (dežela pesmi). Gozdovi so bili imenovani Deinova Jatvež. V sporazumu s tevtonskimi vitezi iz leta 1260 se regija imenuje "terra Getuizintarum". Skalmantas, vodja Jatvigov, je izvedel samostojen napad na Pinsk v Turovski kneževini.

### 14. stoletje
V Breslauski razdsodbi cesarja Sigismunda Luksemburškega v korist Livonskega reda iz leta 1325 se to območje imenuje "Suderlandt alias Jetuen".

### 15. stoletje
Vitold Veliki je v pismu kralju Sigismundu 11. marca 1420 pisal o "terra Sudorum".
Po popisu prebivalstva, ki ga je izvedla duhovščina beloruske pokrajine Grodno leta 1860, se je kar 30.929 prebivalcev opredelilo za Jatvinge.

## Zgodovinska oseba
- Skomantas, vodja Sudovijcev v pruskih uporih.[10]